# HD 200595
HD 200595，又名BD+45 3374，SAO 50390、HR 8064，是一颗恒星，视星等为6.48，位于銀經87.11，銀緯-0.52，其B1900.0坐标为赤經20h 59m 17.4s，赤緯+45° -0.52′ 12″。